# 暗黑鮋
暗黑鮋（学名：Ectreposebastes niger），為輻鰭魚綱鮋形目鮋亞目囊頭鮋科的其中一種，為亞熱帶深海魚類，分布於西南太平洋紐西蘭海域，棲息深度0-1200公尺，棲息在大陸坡，生活習性不明。
其种加词“niger”意为“黑色的”。